# Bergkvaraätten
Bergkvaraätten är ett nutida konventionellt namn på en svensk medeltida frälseätt som också kallas (stjärna), med ursprung från godset Bergkvara, en dryg halvmil sydväst om Växjö, förut beläget i Bergunda socken, Kinnevalds härad i Värend, numera en herrgård och slottsruin i Växjö kommun i Kronobergs län. Ätten utslocknade 1409. Medlemmarna förde i sina vapen en sjuuddig stjärna, liknande vapnet för ätterna Kase och Vinäsätten.
Godset var under 1300-talet sätesgård för bröderna Sibbe och Håkan Karlsson.

## Historik
1312 beseglar Magnus Sibbesson i Stegeborg tillsammans med andra svenska stormän och kung Birger ett dokument där de erkänner att de gemensamt är skyldiga kung Erik av Danmark 2000 mark lödigt silver.
1328 beseglar Sibbe Karlsson att han upplåter å halva vattnet i strömmen vid  Öslö åt sin bror Håkan.
1339 nämns Håkan Karlsson (Bergkvaraätten) som riddare. Håkan var gift med Märta Philipsdotter (Ulvätten).
Håkans son, väpnaren Magnus Håkansson skrev sig till Bergkvara, vilket då var en mindre by.
Magnus son Karl Magnusson ökade undan för undan antalet gårdar som låg under godset och gifte sig 1398 med Ingeborg Arvidsdotter, dotter till väpnaren och häradshövdingen Arvid Bengtsson (Lejonansikte, Bengt Nilssons ätt).
Efter att Magnus dött gifte hon om sig med Birger Trolle den äldre och när hennes son Håkan Karlsson (stjärna) från hennes första gifte, dog vid tjugo års ålder på 1420-talet, ärvdes godset Bergkvara till hans halvbror Birger Trolle den yngre  (omkring 1401-1471) och gick sedan under namnet "Trollegodset" i arv inom ätten Trolle, som därför ibland kallats den yngre Bergkvaraätten.